# واشبورن (تگزاس)
واشبورن (به انگلیسی: Washburn) یک منطقهٔ مسکونی در ایالات متحده آمریکا است که در شهرستان آرمسترانگ، تگزاس واقع شده‌است. واشبورن ۱۲۰ نفر جمعیت دارد و ۱٬۰۷۶ متر بالاتر از سطح دریا واقع شده‌است.